# Lac Rakshastal
Le lac Rakshastal (tibétain : ལག་ངར་མཚོ།, Wylie : lag ngar mtsho, THL : Langha-tso ; chinois simplifié : 拉昂错 ; pinyin : lā'áng cuò) est un lac situé dans la région autonome du Tibet dans la préfecture de Ngari en République populaire de Chine.

## Géographie
Le lac Rakshastal est situé juste à l'ouest du lac Manasarovar et au sud du mont Kailash à une altitude de 4 575 m. Sa surface est de 250 km2. Les deux lacs, les plus hauts au monde, sont reliés par le Ganga Chhu, un cours d'eau, dont le tarissement est considéré comme un mauvais présage. 
Il comporte quatre îles inhabitées dans la partie sud ouest.
- Une petite île au nord ouest de 5.5 ha

- L'île nord de 140 ha

- L'île sud de 115 ha

- La petite île de 13.7 ha

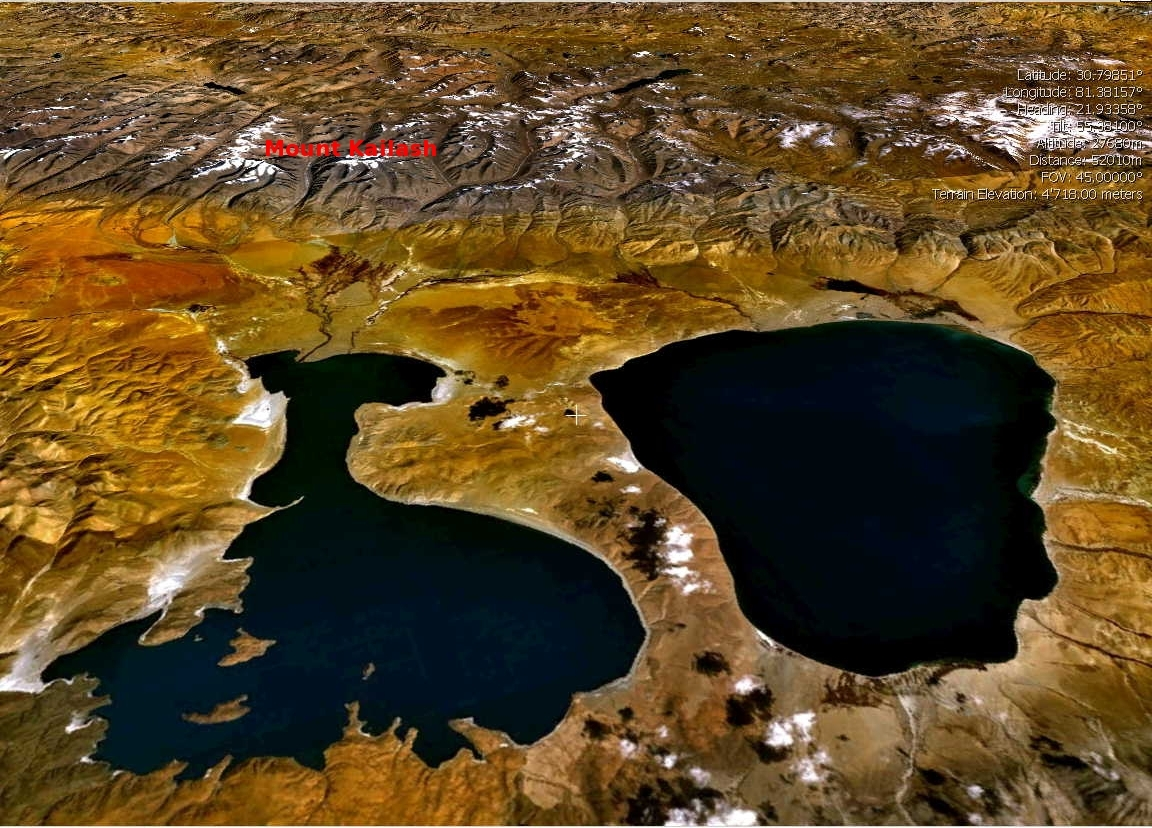
Vue satellite des lacs Rakshastal (à gauche) et Manasarovar (à droite), avec le mont Kailash à l'arrière-plan.